# 喜马拉雅龙胆
喜马拉雅龙胆（学名：Gentiana venusta）为龙胆科龙胆属的植物。分布于锡金、尼泊尔、西喜马拉雅山区、克什米尔以及中国大陆的西藏等地，生长于海拔4,100米至4,550米的地区，多生长于山坡，目前尚未由人工引种栽培。